# Junction City, Ohio
Junction City är en ort (village) i Perry County i Ohio. Vid 2010 års folkräkning hade Junction City 819 invånare.